# Peter Brandes
Peter Brandes, född 5 mars 1944 i Assens på Fyn, död 4 januari 2025, var en dansk målare, grafiker, skulptör och fotograf. 

## Biografi
Brandes var en autodidakt konstnär.  Han debuterade 1969 på Kerteminde bibliotek.[källa behövs] Hans konst kretsar runt temata från kristendom eller grekisk mytologi. Han fick sitt konstnärliga genombrott i början av 1980-talet på Galerie Moderne i Silkeborg.[källa behövs]
Sedan 1972 var han bosatt i Frankrike. Från 1985 var han medlem av den danska konstnärssammanslutningen Grønningen.
Han har illustrerat flera böcker, bland andra Homeros Iliaden och Odyséen.[källa behövs] En stor del av Peter Brandes keramik är inspirerad av antik grekisk konst och mytologi.
Peter Brandes fick 1994 Eckersbergmedaljen, och blev i 1997 ridder af Dannebrog.[källa behövs]
Peter Brandes har en dotter född 1980 från sitt första äktenskap med konstnär Sonia Brandes.[källa behövs] Från 1981 bodde Brandes samman med konstnären Maja Lisa Engelhardt i Frankrike. Paret var gifta från 1990 och fram till Brandes död.[källa behövs]

## Offentliga verk i urval

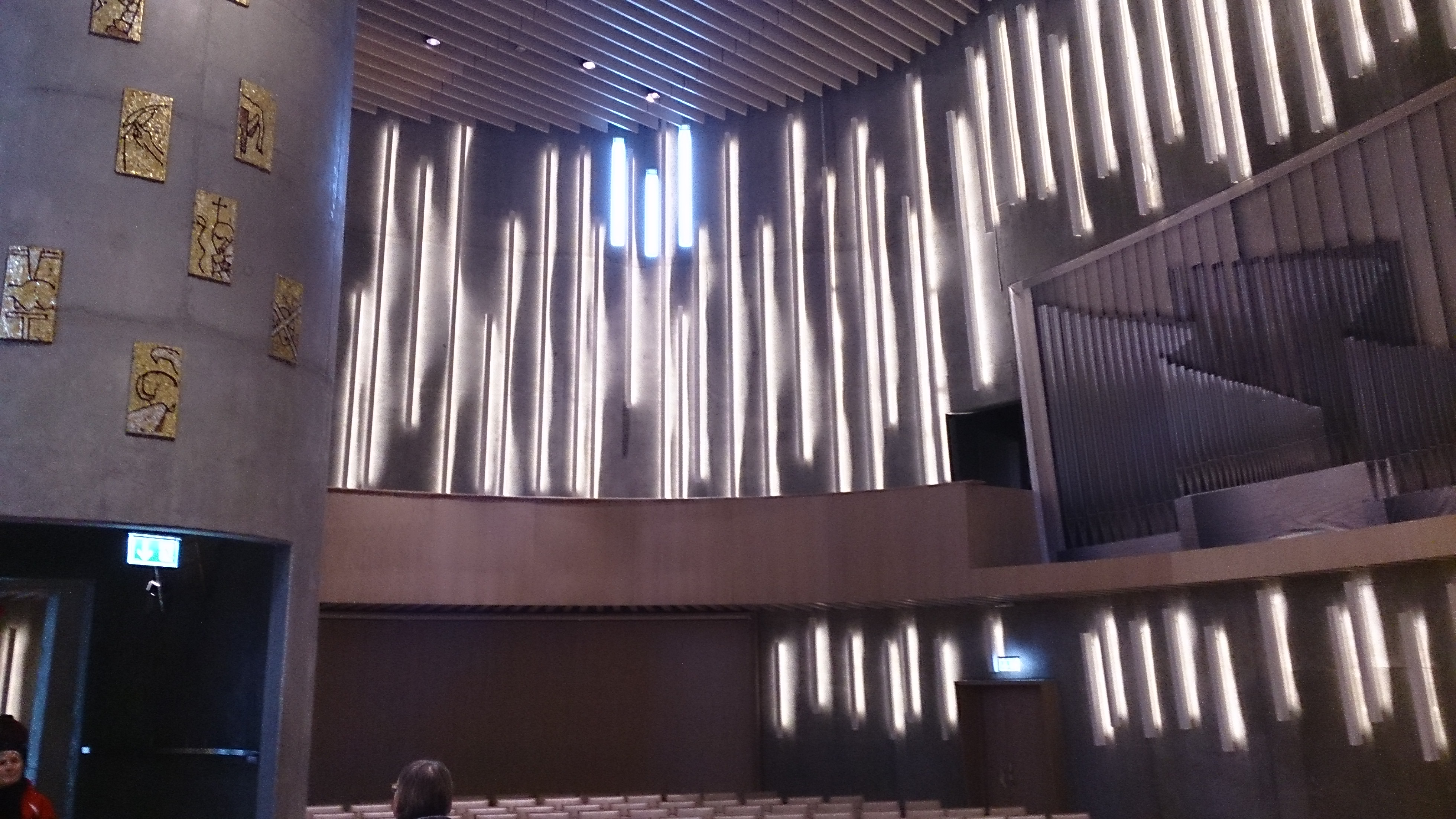
Interiör från Nordlyskatedralen i Alta.

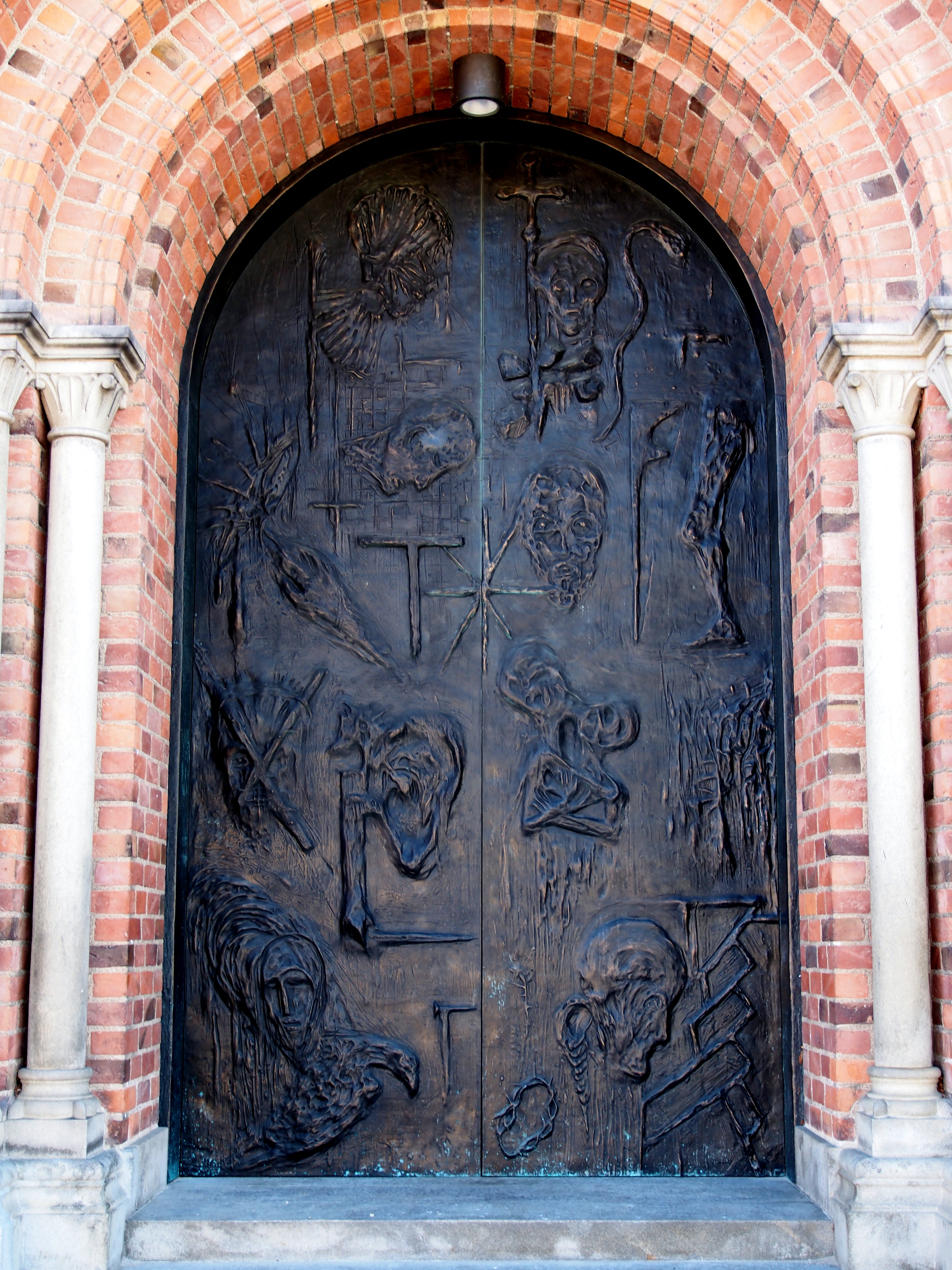
Bronsporten in till Roskilde domkyrka.

- Utsmyckning av Nordlyskatedralen i Alta i Norge, 2013
- Kongedøren, port i brons, 2010, Roskilde domkyrka
- Gestaltning i brons, glas, marmor och mosaik av Sankt Andreaskapellet i Roskilde domkyrka, 2010
- Roskildekrukkerne, keramik, 1999, Hestetorvet i Roskilde
- Fot, brons, 6,5 meter lång och 5 meter hög, brons, utanför Tønder
- Sex stora glasfönster med glasmosaik i Vejleåkyrkan i Ishøj, 1997
- Krukan Maja, gjord till världsutställningen i Sevilla 1992, därefter uppställd utanför Kunstindustrimuseet i Köpenhamn
- Glasmosaikfönster i kyrka i  Nordkap
- Glasmosaikfönster i Village of Hope-kyrkan, söder om Los Angeles

## Utmärkelser
- Eckersbergmedaljen,  1994[10]
- Riddare av Dannebrogorden,  14 januari 1997[11]

[Redigera Wikidata]